# Južnyj (Oblast' di Volgograd)
Južnyj (in russo Южный?) era un insediamento di tipo urbano dell'oblast' di Volgograd, in Russia. Nel marzo 2010 è stata inclusa nel distretto  Krasnoarmejskij della città di Volgograd.